# Нємчанінов Дмитро Андрійович
Дми́тро Андрі́йович Нємчані́нов (нар. 27 січня 1990, Київ) — український футболіст, лівий захисник ФК «Вільхівці».

## Кар'єра гравця
Дмитро Немчанінов народився 27 січня 1990 року. Є вихованцем СДЮСШ «Динамо» (Київ). У ДЮФЛ України (2004/05 — 2006/07) виступав за київське РВУФК (Київ), провів 52 матчі та забив 2 м'ячі.
По закінченні спортивного закладу був залишений в структурі «Динамо» і вже у віці 17 років дебютував у другій лізі за третю команду динамівського клубу 10 квітня 2007 року в поєдинку проти «Єдності» (Плиски) (1:2), вийшовши на заміну. Всього ж до кінця сезонц 2006/07 Нємчанінов взяв участь у п'яти матчах, а «Динамо-3» у підсумку зайняло 11-е місце в групі «А» друголігового турніру.
Наступний сезон 2007/08 вийшов ще вдалішим. Його успішна гра в обороні та середній лінії в першій половині чемпіонату за третю команду призвела до того, що він був включений до гри дублерів основної команди і навіть вийшов в основному складі цієї команди проти донецького «Металурга» (4:3), а на самому кінці першого кола в чотирьох поєдинках поспіль потрапляв в основу першолігового «Динамо-2». Однак, після зимової перерви Нємчанінов повернувся в «Динамо-3». Всього в цій команді за сезон Дмитро провів 16 матчів та разом з нею фінішував у другій лізі на 10-й позиції.
Влітку 2008 року через відмову керівництва столичного гранда виставляти команду у другій лізі, зважаючи набезперспективність багатьох її виконавців, протягом сезону 2008/09 Дмитро не мав професійного контракту та виступав на аматорському рівні.
В липні 2009 року поповнив ряди овідіопольського «Дністра». Дебют у складі дністровського клубу для Нємчанинова вийшов невдалим. Він вийшов 19 липня у стартовому складі в прем'єрному поєдинку проти «Волині» (1:5) в центрі оборони в парі з Дмитром Момотенко, і після чотирьох пропущених м'ячів у перерві був замінений. Незважаючи на це тренерський штаб команди продовжував випускати Нємчанінова на поле, поступово зробивши його основним центральним захисником команди.
На початку 2011 року перейшов у першолігову вінницьку «Ниву», де також був основним захисником. Влітку 2012 року команду було знято зі змагань і Дмитро на правах вільного агента підписав контракт з кіровоградською «Зіркою», яка також виступала в Першій лізі.
Влітку 2013 року перейшов в луцьку «Волинь». Дебютував у Прем'єр-лізі в першому турі у грі проти київського «Динамо». Матч у Києві завершився з рахунком 1:1. Дебютний гол у Прем'єр-лізі забив 10 листопада 2013 року у ворота київського «Динамо» з передачі Флорентіна Матея. Матч у Луцьку завершився розгромною поразкою «Волині» (1:4).
5 квітня 2015 року після поразки від «Зорі» (1:2) головний тренер «Волині» Віталій Кварцяний на післяматчевій прес-конференції назвав Немчанінова «ворогом народу» і сказав, що «я йому 15 раз прощав, а він знову показав, що його виправити невозможно». Через деякий час футболіст розірвав контракт з клубом
10 липня 2015 року уклав дворічний контракт з одеським «Чорноморцем». 16 грудня того ж року залишив одеський клуб. 27 січня 2016 року стало відомо, що Нємчанінов став гравцем донецького «Олімпіка», підписавши контракт на 2 роки. У донецькому клубі зіграв у 39 матчах Прем'єр-ліги і забив 2 голи, а також дебютував з клубом у сезоні 2017/18 в Лізі Європи, зігравши в обох матчах проти ПАОКа.
У серпні 2017 року перейшов до російського клубу «Крила Рад» (Самара) за 55 тис. доларів. У «крилах» Дмитро зіграв тільки один матч в Кубку Росії і двічі з'являвся в чемпіонаті ФНЛ. Через це на початку 2018 року був відданий назад в оренду в «Олімпік».
18 січня 2019 року став гравцем чернігівської «Десни». За чернігівський колектив провів 5 матчів в рамках УПЛ і по завершенню сезону 2018/19 перейшов до першолігового «Руху». Утім, у лютому 2020 року Дмитро розірвав контракт із командою із Винників і перейшов до аутсайдера словацького вищого дивізіону «Нітри», з яким підписав угоду до кінця сезону. 
Після завершення дії контракту прийняв пропозицію рівненського «Вереса», який виступав у першій лізі чемпіонату України. Разом із рівнянами здобув золоті нагороди першої ліги. 
18 серпня 2022 року став гравцем «Минаю».

### Збірна
Як тільки Дмитро Нємчанінов став залучатися до тренувань третьої динамівської команди, він відразу потрапив у сферу інтересів тренера юнацької збірної України (U-17) Юрія Калитвинцева і навіть провів свій перший матч за збірну раніше, ніж дебютував у «Динамо-3», а саме 1 березня 2007 року в товариському поєдинку проти на рік старшої збірної Кіпру (0:3).
Надалі Нємчанінов зіграв проти Словенії (U-18) (1:0), але в майбутньому на матчі відбіркового турніру Чемпіонату Європи, який українська збірна успішно подолала, притягнутий не був. Незважаючи на це Нємчанінов взяв участь у контрольному поєдинку проти нідерландських однолітків (0:2) і поїхав у складі юнацької збірної України на фінальну частину Євро-2007 (U-17) до Бельгії. Там, правда, українці не зуміли вийти з групи поступившись збірним Німеччини (0:2) та Іспанії (1:3), а також зігравши внічию з Францією (2:2). У всіх цих поєдинках Дмитро відіграв повні матчі, а всього 2007 року він зіграв за юнацьку збірну України 6 матчів.
На початку 2008 року Дмитро року взяв участь ще у 4 товариських матчах, але потім випав з обойми збірної, оскільки клубна команда «Динамо-3» була розформована.

## Досягнення
Переможець Першої ліги України: 2020/21
 Срібний призер Першої ліги України: 2019/20

## Статистика виступів
| Сезон                | Команда              | Турнір               | І  | Г |
| -------------------- | -------------------- | -------------------- | -- | - |
| 2006-2007            | «Динамо-3»           | Друга ліга           | 5  | 0 |
| 2007-2008            | «Динамо-2»           | Перша ліга           | 4  | 0 |
| 2007-2008            | «Динамо-3»           | Друга ліга           | 16 | 0 |
| Усього за «Динамо-3» | Усього за «Динамо-3» | Усього за «Динамо-3» | 21 | 0 |
| 2009-2010            | «Дністер»            | Перша ліга           | 22 | 0 |
| 2010-2011            | «Дністер»            | Перша ліга           | 16 | 0 |
| Усього за «Дністер»  |                      |                      |    |   |
| 2010-2011            | «Нива»               | Перша ліга           | 11 | 0 |
| 2011-2012            | «Нива»               | Перша ліга           | 30 | 0 |
| Усього за «Ниву»     | Усього за «Ниву»     | Усього за «Ниву»     | 41 | 0 |
| 2012-2013            | «Зірка»              | Перша ліга           | 30 | 2 |
| 2013-2014            | «Волинь»             | Прем'єр-ліга         | 19 | 1 |
| 2014-2015            | «Волинь»             | Прем'єр-ліга         | 6  | 0 |
| Усього за «Волинь»   | Усього за «Волинь»   | Усього за «Волинь»   | 25 | 1 |
| 2015-2016            | «Чорноморець»        | Прем'єр-ліга         | 5  | 0 |
| 2015-2016            | «Олімпік»            | Прем'єр-ліга         | 7  | 0 |
| 2016-2017            | «Олімпік»            | Прем'єр-ліга         | 29 | 1 |
| 2017-2018            | «Олімпік»            | Прем'єр-ліга         | 14 | 1 |
| 2017-2018            | «Крила Рад»          | ФНЛ                  | 2  | 0 |
| 2018-2019            | «Олімпік»            | Прем'єр-ліга         | 8  | 0 |
| Усього за «Олімпік»  | Усього за «Олімпік»  | Усього за «Олімпік»  | 58 | 2 |
| 2018-2019            | «Десна»              | Прем'єр-ліга         | 5  | 0 |
| 2019-2020            | «Рух»                | Перша ліга           | 17 | 0 |
| 2019-2020            | «Нітра»              | ВЛ                   | 8  | 0 |
| 2020-2021            | «Верес»              | Перша ліга           | 24 | 2 |
| 2021-2022            | «Верес»              | Прем'єр-ліга         | 17 | 1 |
| Усього за «Верес»    | Усього за «Верес»    | Усього за «Верес»    | 41 | 3 |
| 2022-23              | «Минай»              | Прем'єр-ліга         | 28 | 0 |
| 2023-24              | «Минай»              | Прем'єр-ліга         | 23 | 0 |
| Усього за «Минай»    | Усього за «Минай»    | Усього за «Минай»    | 51 | 0 |

Сумарна статистика гравця у всіх лігах України:
Прем'єр-ліга: 161 матчі, 4 гола;
Перша ліга: 154 матчі, 4 гола;
Друга ліга: 21 матч, 0 голів